# Waldenburger Bergland

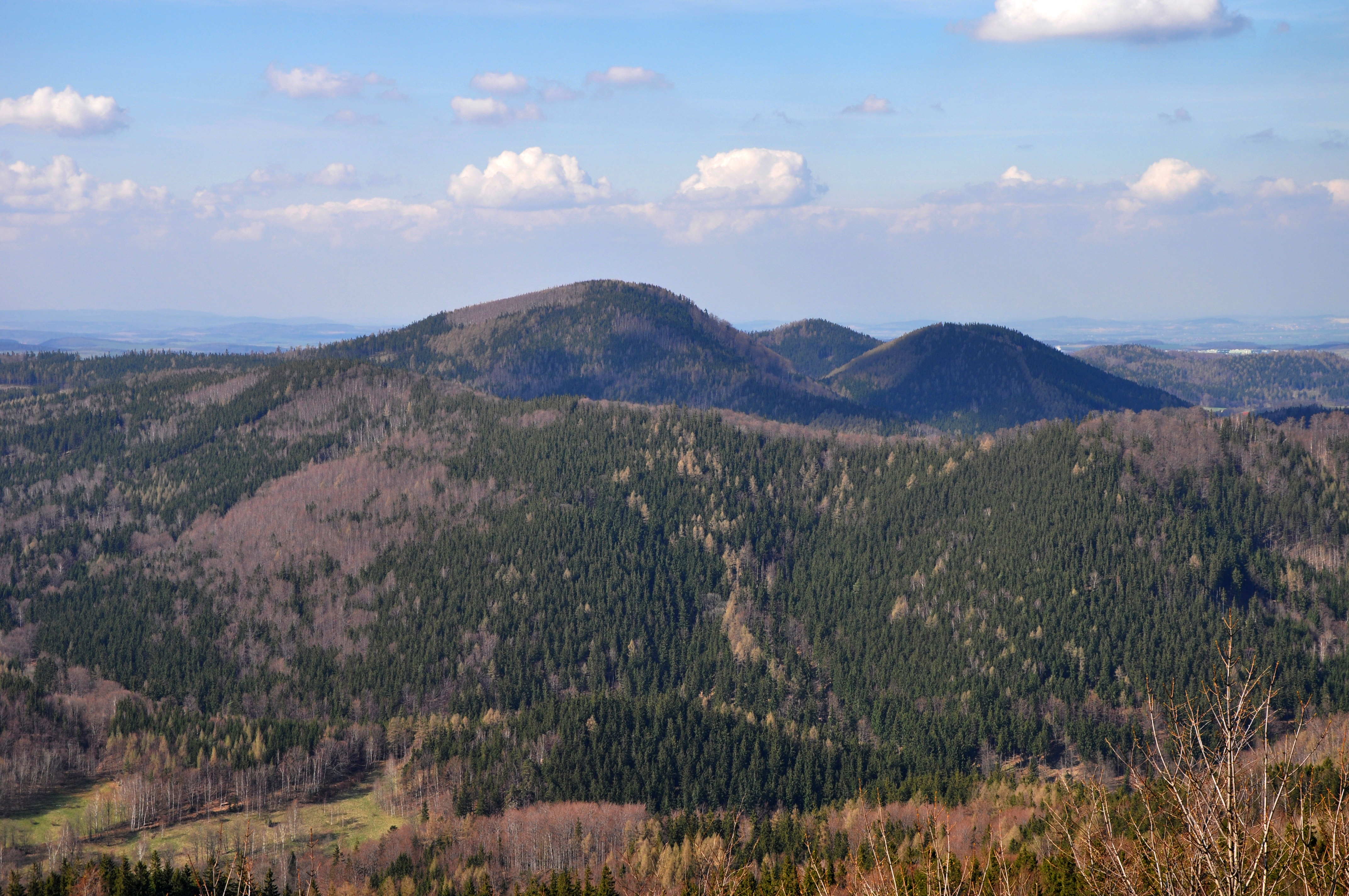
Borowa

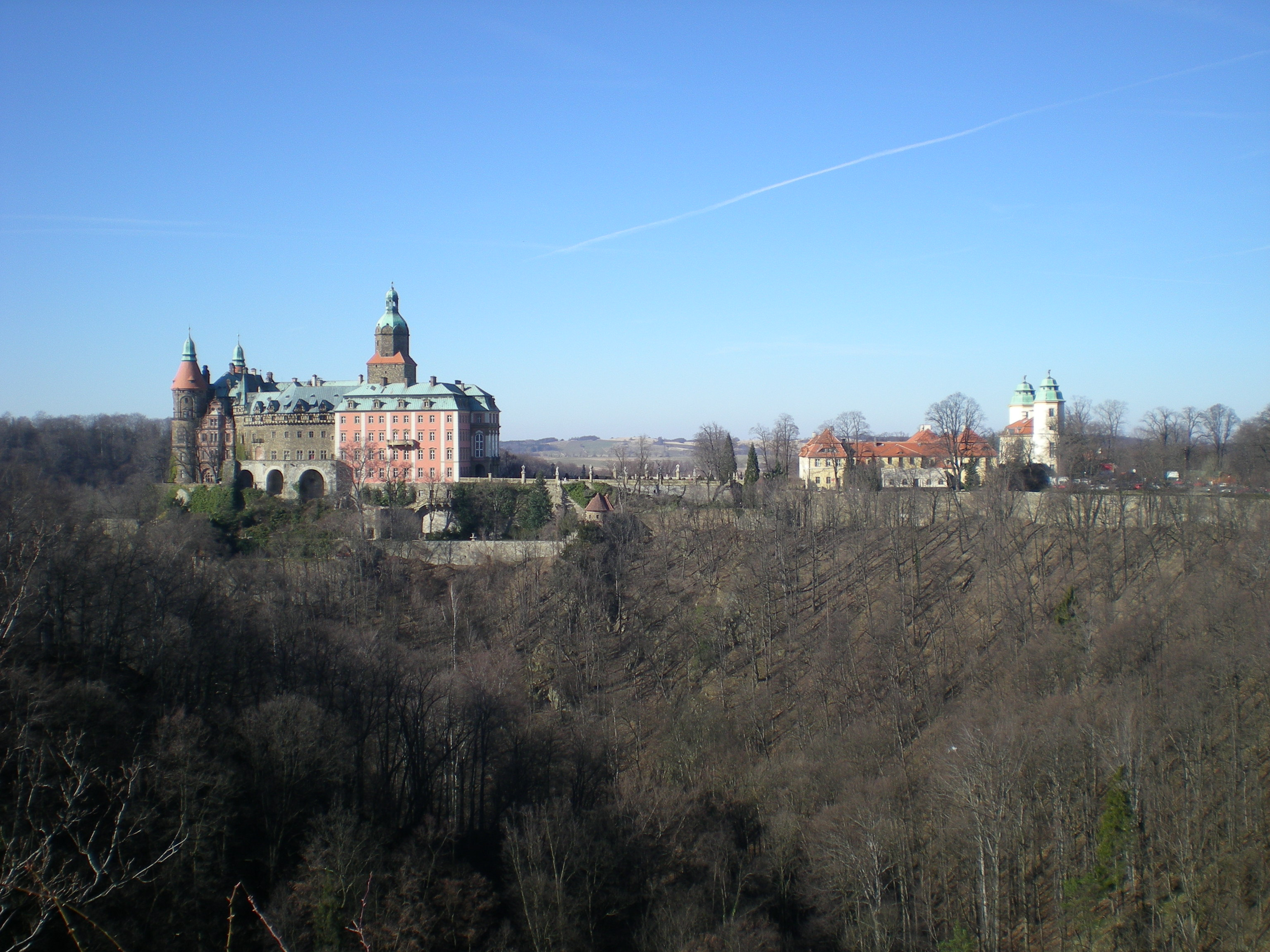
Schloss Fürstenstein

Das Waldenburger Bergland (polnisch Góry Wałbrzyskie, schlesisch Walmbriger Barge) bildet zusammen mit dem Eulengebirge und dem Falkengebirge den westlichen Teil der Mittelsudeten in Polen und Tschechien. Das Gebirge erstreckt sich westlich und südwestlich der niederschlesischen Stadt Wałbrzych (Waldenburg). Eulengebirge und Falkengebirge bilden im Südosten die Fortsetzung des Waldenburger Berglands. In den Westsudeten schließen sich das Bober-Katzbach-Gebirge und der Landeshuter Kamm westlich an.

## Namen
Die Gebirgsnamen im Waldenburger Bergland unterscheidet man in Polen in den höheren, südlichen Teil des Gebirgszugs namens Góry Kamienne („Steine-Gebirge“) und den niedrigeren, nördlichen Teil namens Góry Wałbrzyskie („Waldenburger Gebirge“). Der Name Steine-Gebirge leitet sich vom Fluss Steine ab und war bisweilen auch vor 1945 gebräuchlich.

## Geographie

### Góry Kamienne
Die Góry Kamienne (Steine-Gebirge) umfassen alle Bergketten im Süden des Waldenburger Berglands (von Osten nach Westen: Góry Suche, Masyw Lesistej, Czarny Las, Zatory, Wzgórza Krzeszowskie) sowie im Westen das kleine Rabengebirge (poln. Góry Krucze, tschech. Vraní hory) an der polnisch-tschechischen Grenze nahe Lubawka (Liebau i. Schlesien). Ihre Länge beträgt etwa 50 Kilometer in west-östlicher Richtung, wobei sie leicht hufeisenförmig nach Süden hin geöffnet sind. Wzgórza Krzeszowskie und Zatory entsprechen zusammengenommen dem Schömberger Gebirge rund um die Stadt Chełmsko Śląskie (Schömberg) im Südwesten, die Góry Suche dem Heidelgebirge (tschech. Javoří hory) im Südosten.
Höchster Berg des Waldenburger Berglands ist die Waligóra (Heidelberg) mit einer Höhe von 936 m ü. NN. Sie liegt südöstlich von Unisław Śląski (Langwaltersdorf) in den Góry Suche, der höchsten Gebirgskette der Góry Kamienne; die Bergbaude Andrzejówka (Andreasbaude) (796 m) befindet sich an ihrem Nordhang. Daneben sind in den Góry Suche Bukowiec (Buchberg) (898 m) und Włostowa (Hohe Gebirge) (903 m) bei Sokołowsko (Görbersdorf) von Bedeutung sowie Lesista Wielka (Hohe Heide) (851 m) und Lesista Mała (Kleine Heide) (836 m) im Masyw Lesistej nördlich von Mieroszów (Friedland i. Niederschlesien).

### Góry Wałbrzyskie
Die Góry Wałbrzyskie (Waldenburger Gebirge) hingegen stellen eine Ansammlung einzelner Bergkuppen dar und weisen ansonsten nur eine zusammenhängende Bergkette (Góry Czarne, „Schwarzes Gebirge“) auf, die sie mit den südlich gelegenen Góry Kamienne verbindet. Ihre Länge beträgt etwa 35 Kilometer in nordwest-südöstlicher Richtung. Sie sind eines der Randgebirge am Nordabfall der Sudeten.
Der markanteste Berg ist hier der Chełmiec (Hochwald) (851 m), dessen Gipfel westlich oberhalb von Wałbrzych die Schlesische Tiefebene überragt. Der Trójgarb (Sattelwald) (779 m) östlich von Marciszów (Merzdorf) hat drei Gipfelkuppen, während die Borowa (Schwarzer Berg) in den Góry Czarne nahe Jedlina-Zdrój (Bad Charlottenbrunn) mit 854 m ü. NN die höchste Erhebung im nördlichen Teil des Waldenburger Berglands darstellt.

## Patenstadt
Nach dem Zweiten Weltkrieg übernahm die Stadt Dortmund die Patenschaft über das Waldenburger Bergland (Waldenburger Gebirge und den Stadt- und Landkreis Waldenburg) für die von dort vertriebenen niederschlesischen Einwohner. Alle zwei Jahre fand bis Anfang des 21. Jahrhunderts in der Dortmunder Westfalenhalle das Waldenburger Heimattreffen statt.

## Panorama

Panorama von Wałbrzych